# Asociace muzeí a galerií České republiky
Asociace muzeí a galerií České republiky (zkratka AMG) je nezisková organizace sdružující muzejní instituce a osoby pracující v oboru. Byla založena v roce 1990 pod názvem Asociace českých a moravskoslezských muzeí a galerií. Nový název používá Asociace od roku 2000. Členství v AMG je dobrovolné. Členy AMG se mohou stát muzea, galerie nebo jiné právnické osoby působící v muzejnictví, a to formou řádného členství v AMG. Členy AMG se rovněž mohou stát fyzické osoby jako individuální nebo čestní členové AMG. O přijetí člena rozhoduje senát AMG.

## Poslání a cíle Asociace muzeí a galerií České republiky
- Všestranný rozvoj muzejnictví a zajištění svobodné tvůrčí práce v muzeích.
- Hájení společných zájmů a práv muzeí sdružených v AMG v duchu principů stanovených Etickým kodexem Mezinárodní rady muzeí ICOM.
- Tvorba koncepcí a významných projektů v oboru muzejnictví.
- Tvorba oborových informačních systémů.
- Vzdělávání pracovníků muzeí.
- Propagace a popularizace činností muzeí.
- Aktivní zasahování do legislativního procesu uplatňováním profesních hledisek při tvorbě právních norem, které ovlivňují odborné, právní i ekonomické postavení muzeí a oboru muzejnictví jako celku.
- Spolupráce s partnerskými organizacemi doma i v zahraničí.
- Vydavatelská a nakladatelská činnost.

## Struktura AMG
- Sněm – nejvyšší orgán, který se schází jednou za 3 roky, stanovuje základní strategii a směry činnosti AMG a volí funkcionáře sdružení: předsedu, dva místopředsedy, 4 členy exekutivy a revizní komisi.
- Senát – schází se 4x ročně a schvaluje roční plán činnosti, rozpočet a vyjadřuje se ke všem aktuálním otázkám stavu a rozvoje muzejnictví a k činnosti AMG.
- Exekutiva – je výkonným orgánem AMG, má 7 volených členů, řeší aktuální úkoly, hospodaří s finančními prostředky AMG, sestavuje roční plán činnosti a rozpočet AMG.
- Revizní komise
- Sekretariát – v jeho čele stojí výkonný ředitel, zajišťuje činnost AMG.

Struktura AMG je organizována na územním a profesním principu:
- Krajské sekce – 14 sekcí podle územněsprávního členění České republiky
- Komise – 17 oborových komisí
- Kolegia – 10 regionálních a 4 oborová

## Hlavní akce

### Národní soutěž muzeí Gloria musaealis
AMG společně s Ministerstvem kultury ČR vyhlašuje od roku 2002 každoročně Národní soutěž muzeí Gloria musaealis ve tří kategoriích. 
 

### Festival muzejních nocí
V roce 2009 vyhlásila AMG ve spolupráci s Ministerstvem kultury ČR a Národním muzeem již jubilejní pátý ročník. Novinkou od čtvrtého ročníku je Národní zahájení festivalu, které se každý rok uskutečňuje ve spolupráci s Asociací krajů ČR a některým z krajů České republiky jako oficiální začátek téměř měsíc trvajícího svátku muzejních nocí.

### Muzea a 20. století
Od roku 2005 pořádá AMG pod názvem Muzea a 20. století celoroční informační kampaně, které jsou zaměřeny na akce v oblasti muzejní prezentace (výstavy, expozice, publikace, přednášky, komponované pořady, living history, kulturní programy apod.) s jednotící linkou – speciálním zvýrazněným tématem z historie 20. století.

### Škola muzejní propedeutiky a další formy vzdělávání
Vedle pravidelné podpory odborných a oborových komisí AMG při pořádání seminářů a kurzů, jež přispívají ke vzdělávání pracovníků muzeí, zajišťuje AMG Školu muzejní propedeutiky. Kurzy zahájila AMG za finanční podpory Nadace Open Society Fund a Ministerstva kultury ČR v roce 2002. Absolventi školy získávají základní orientaci v otázkách vývoje a specifického poslání muzeí, sbírkotvorné činnosti, odborné správy sbírek a jejich ochrany, prezentační činnosti muzeí, ve vybraných otázkách managementu muzeí v ČR v kontextu současných trendů evropského muzejnictví.
Jako další formu vzdělávání muzejních pracovníků pořádá AMG každoročně také kolokvium na aktuální téma českého muzejnictví. Jednou za tři roky pořádá AMG pod názvem „Muzeum a změna / The Museum and Change“ tematickou mezinárodní muzeologickou konferenci.

## Ediční činnost a Server muzeí a galerií ČR
Nejen pro členy AMG vychází od roku 1992 šestkrát do roka Věstník AMG. Na něj navazuje řada samostatných publikací a sborníků ze seminářů oborových a odborných komisí AMG a příruček potřebných pro muzejní práci. Jednou za dva roky je publikován také Adresář muzeí a galerií v ČR.
V roce 2007 přibyla k publikačním aktivitám AMG rozsáhlá činnost v oblasti elektronického publikování. Na vlastních internetových stránkách Server muzeí a galerií jsou průběžně uveřejňovány – Adresář muzeí a galerií ČR, pozvánky na semináře a konference, nabídky knižní produkce muzeí, nabídka volných pracovních míst a mnoho jiných aktuálních informací.

## Mezinárodní spolupráce
Na poli mezinárodní spolupráce AMG pravidelně probíhají společné semináře muzejníků Bavorska, Saska a České republiky, navázány byly kontakty s rakouskými kolegy. Spolupráci se Zväzom múzeí na Slovensku, zakotvenou v roce 2001 smluvně, pokládá AMG v této oblasti svých aktivit za prvořadou. Kontakty AMG udržuje také s The Network of European Museum Organisations (NEMO) a prostřednictvím Českého výboru také s Mezinárodní radou muzeí (ICOM).